# Franz Linser
Franz Linser (* 22. Juni 1961 in Breitenwang) ist ein österreichischer Unternehmer und ehemaliger Politiker (FPÖ). Linser war Abgeordneter zum Europäischen Parlament sowie Landesparteiobmann der FPÖ-Tirol.
Linser besuchte von 1966 bis 1971 die Volksschule und ab 1971 ein Bundesrealgymnasium. Nach der Matura 1979 leistete Linser von 1979 bis 1980 den Präsenzdienst ab und studierte von 1980 bis 1986 Anglistik, Amerikanistik und Leibeserziehung an der Universität Innsbruck. Er schloss sein Studium mit dem akademischen Grad Mag. phil. ab und promovierte 1993 zum Dr. phil. für Sportwissenschaften an der Universität Innsbruck. Zudem absolvierte Linser von 1988 bis 1990 eine staatliche Trainerausbildung.
Linser war ab 1989 Lektor am Institut für Sportwissenschaften an der Universität Innsbruck und von 1989 bis 1992 Trainer der österreichischen Ski-Nationalmannschaft. Er entwickelte von 1991 bis 1993 ein neuartiges Trainingsgerät und ließ es sich patentieren. 1993 gründete er eine Beratungsfirma und übernahm deren Leitung. Nach dem Ende seiner politischen Karriere war Linser als Sportwissenschafter und Masseur der ÖSV-Damen tätig. Linser war zudem 16 Monate Manager der Olympiaworld in Innsbruck, wobei ein Kontrollamtsbericht die hohe Abfertigung Linsers und das hohe Defizit des Betriebes kritisierte.
Linser vertrat die FPÖ vom 26. April 1996 bis zum 20. Juli 1999 im Europäischen Parlament und war am 26. April 1996 Abgeordneter zum österreichischen Nationalrat. Er gehörte vom 30. März 1999 bis zum 20. Oktober 2003 dem Tiroler Landtag an und war zudem Landesparteiobmann der FPÖ Tirol. Er erzielte 1998 bei der Gemeinderatswahl in Reutte mit seiner Liste „FPÖ - Reutte Dr. Franz Linser“ rund 19 Prozent der Stimmen und drei Mandate. Im November 1999 kündigte Linser an, nicht mehr für eine weitere Amtsperiode als Landesparteiobmann kandidieren zu wollen. Seinen Schritt begründete Linser mit privaten und beruflichen Überlegungen.
Linser heiratete im Jahr 2000 seine italienische Freundin.